# Olympische Sommerspiele 2008/Teilnehmer (Costa Rica)
| Gelbes Symbol für Goldmedaillen mit stilisierten Olympischen Ringen | Graues Symbol für Silbermedaillen mit stilisierten Olympischen Ringen | Braundes Symbol für Bronzemedaillen mit stilisierten Olympischen Ringen |
| ------------------------------------------------------------------- | --------------------------------------------------------------------- | ----------------------------------------------------------------------- |
| —                                                                   | —                                                                     | —                                                                       |

Costa Rica war bei den Olympischen Sommerspielen 2008 in Peking zum 13. Mal bei Olympischen Spielen vertreten. Acht Athleten (6 Männer, 2 Frauen) qualifizierten sich in vier Sportarten. Fahnenträger der Eröffnungsfeier war der Leichtathlet Allan Segura.

## Teilnehmer nach Sportarten

### Leichtathletik
- Nery Brenes
Männer, 400 Meter Sprint
- Allan Segura
Männer, 20 Kilometer Gehen
- Gabriela Traña
Frauen, Marathon

### Radsport

#### Mountainbike
- Federico Ramírez
Männer

#### Straßenrennen
- Henry Raabe
Männer

### Schwimmen
- Marianela Quesada
50 Meter Freistil
- Mario Montoya
200 Meter Freistil

### Taekwondo
- Kristopher Moitland
Männer, Klasse 80 kg